# غاري ستيفان (رسام)
غاري ستيفان (بالإنجليزية: Gary Stephan)‏ هو رسام أمريكي، ولد في 1942 في بروكلين في الولايات المتحدة.